# The Darkside
The Darkside (auch Darkside) war eine britische Indie-Rock-Band, die von 1989 bis 1993 existierte.

## Geschichte
The Darkside wurde 1989 von Pete „Bassman“ Bain und Sterling „Rosco“ Roswell gegründet. Beide waren zuvor bei Spacemen 3 aktiv gewesen; Bain als Bassist, Roswell als Schlagzeuger. The Darkside wurde komplettiert durch Sänger Nick Hayden und Gitarrist Kevin Cowen. Die Band erhielt einen Vertrag mit Situation Two, dem Indie-Sublabel von Beggars Banquet. Nach Veröffentlichung der ersten EP verließ Hayden die Band während einer UK-Tournee; Bain übernahm fortan zusätzlich auch den Gesangspart. Nach einer weiteren EP erschien 1990 das Debütalbum All That Noise, nach dessen Veröffentlichung Multiinstrumentalist Roswell vom Schlagzeug an die Keyboards wechselte. Als neuer Schlagzeuger wurde Craig Wagstaff verpflichtet, so dass die Band wieder als Quartett fungierte. Nach Veröffentlichung des zweiten Studioalbums Melomania verließ Gitarrist Cowen die Band, woraufhin Bain für Aufnahmen zusätzlich die Gitarrenarbeit übernahm. Situation Two verweigerte nach Sichtung des Demomaterials die Veröffentlichung eines dritten Albums, woraufhin sich The Darkside auflöste. Laut Pete Bain waren die verbliebenen Mitglieder desillusioniert ob des schlechten Images der Band in der Musikpresse.
Bain und Roswell sind seit der Auflösung von Darkside als Solokünstler tätig; Bain veröffentlichte außerdem in der zweiten Hälfte der 1990er Jahre mit Alpha Stone vier Alben. Wagstaff war in den 2000er Jahren als Percussionist auf zwei Alben von Richard Ashcroft zu hören.
Im Mai 2017 kündigte Bain in einem Interview an, gemeinsam mit Roswell an einer Retrospektive des Darkside-Schaffens zu arbeiten.

## Stil
In einem Review des Debütalbums All That Noise sah Ned Raggett auf Allmusic eine handwerklich solide „Psych/Noise/Folk-Rock“-Platte, die stilistisch sehr eng an Bains und Roswells Vorgängerband Spacemen 3 angelehnt sei und dieser gegenüber keine Eigenständigkeit aufweise. Statt Existierendes musikalisch zu erweitern, ahmte es The Darkside nur nach. Raggett vergab 2,5 von 5 Sternen. Für das Nachfolgealbum Melomania notierte er wiederum Anleihen an den Spacemen-3-Sound, jedoch mit deutlich mehr Eigenständigkeit. Die Band kreiere aus einer Vielzahl von Stilen etwas Komplexes und Eigenständiges, statt sie wie beim Vorgänger nur zu kopieren. Raggett bezeichnete das Album als „vergrabene Frühe-90er-Perle“ und vergab 4 von 5 Sternen. Trouser-Press-Rezensent Ira Robbins kam zu einem ähnlichen Ergebnis: Er hob die stilistische Nähe zu den Spacemen 3 hervor, die auf dem ersten Album stärker sei als auf dem zweiten. All That Noise sei eine von den Doors beeinflusste, „atmosphärische, aber wenig beeindruckende“ Platte mit kunstlosem Gesang und schwachem Songwriting, dem die „obsessive Intensität“ der Spacemen 3 fehle. Über Melomania schrieb er, das Album sei „der zweite vergebliche Versuch (Bains), richtig gestimmt zu singen“; die Musik der Band sei zusammenhanglos und unüberzeugt und ihre kompositorischen Ideen seien „abgenutzt“.

## Diskografie
- 1990: Highrise Love (EP, Situation Two)
- 1990: Waiting for the Angels (EP, Situation Two)
- 1990: All That Noise (Album, Situation Two)
- 1991: Psychedelicise Suburbia (Livealbum, Acid Ray Productions)
- 1992: Mayhem to Meditate (EP, Situation Two)
- 1992: Melomania (Album, Situation Two)